# Джо Харт
Джо Харт е бивш английски вратар. Започва своята кариера през 2003 в отбора на Шрусбъри Таун. През 2006 преминава в Манчестър Сити. През 2007 е даден за кратко под наем на Транмиър Роувърс и Блекпул, а през 2009 отново играе под наем за един сезон в отбора на Бирмингам Сити, където впечатлява силно футболни специалисти и публика с изявите си на вратата.
Джо Харт е част от младежките национални отбори до 19 и съответно до 20 години. През 2008 година е повикан за първи път в мъжкия национален отбор.

## Отличия
Манчестър Сити
- ФА Къп (2011)
- Висша лига (2011 – 12) (2013 – 14)
- Купа на Футболната лига (Англия) (2014) (2016)
- „Златна ръкавица“ (2011) – за записани най-голям брой „сухи мрежи“ в Премиършип – 17.
- „Златна ръкавица“ (2012) – за записани най-голям брой „сухи мрежи“ в Премиършип – 17.
- „Златна ръкавица“ (2013) – за записани най-голям брой „сухи мрежи“ в Премиършип – 18.